# 維利紹

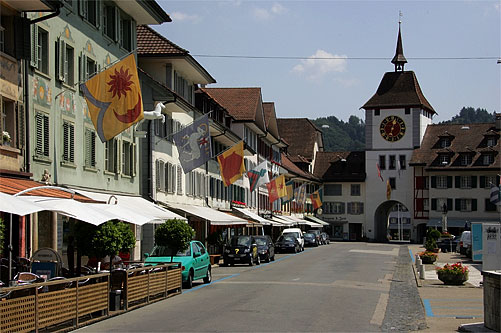

維利紹（德语：Willisau）是瑞士的一个城鎮，位於該國中北部，由琉森州負責管轄，面積41.11平方公里，海拔高度557米，2010年人口7,235，其中八成居民信奉羅馬天主教。

## 外部連結
- Official website of the city of Willisau （页面存档备份，存于）